# Straßenbahn Dijon
Die Straßenbahn Dijon (frz. Tramway de Dijon) ist ein Straßenbahnsystem in der französischen Stadt Dijon, das seit dem 1. September 2012 in Betrieb ist. Eine zweite Linie ist am 8. Dezember 2012 in Betrieb gegangen. Das Netz wird von Keolis Dijon betrieben.
Schon von 1895 bis 1961 verkehrte eine Straßenbahn, am Schluss teilweise ersetzt durch Oberleitungsbus. Sie entstand aus den seit 1888 existierenden Pferdebussen.

## Pferdebus und meterspurige Straßenbahn bis 1961

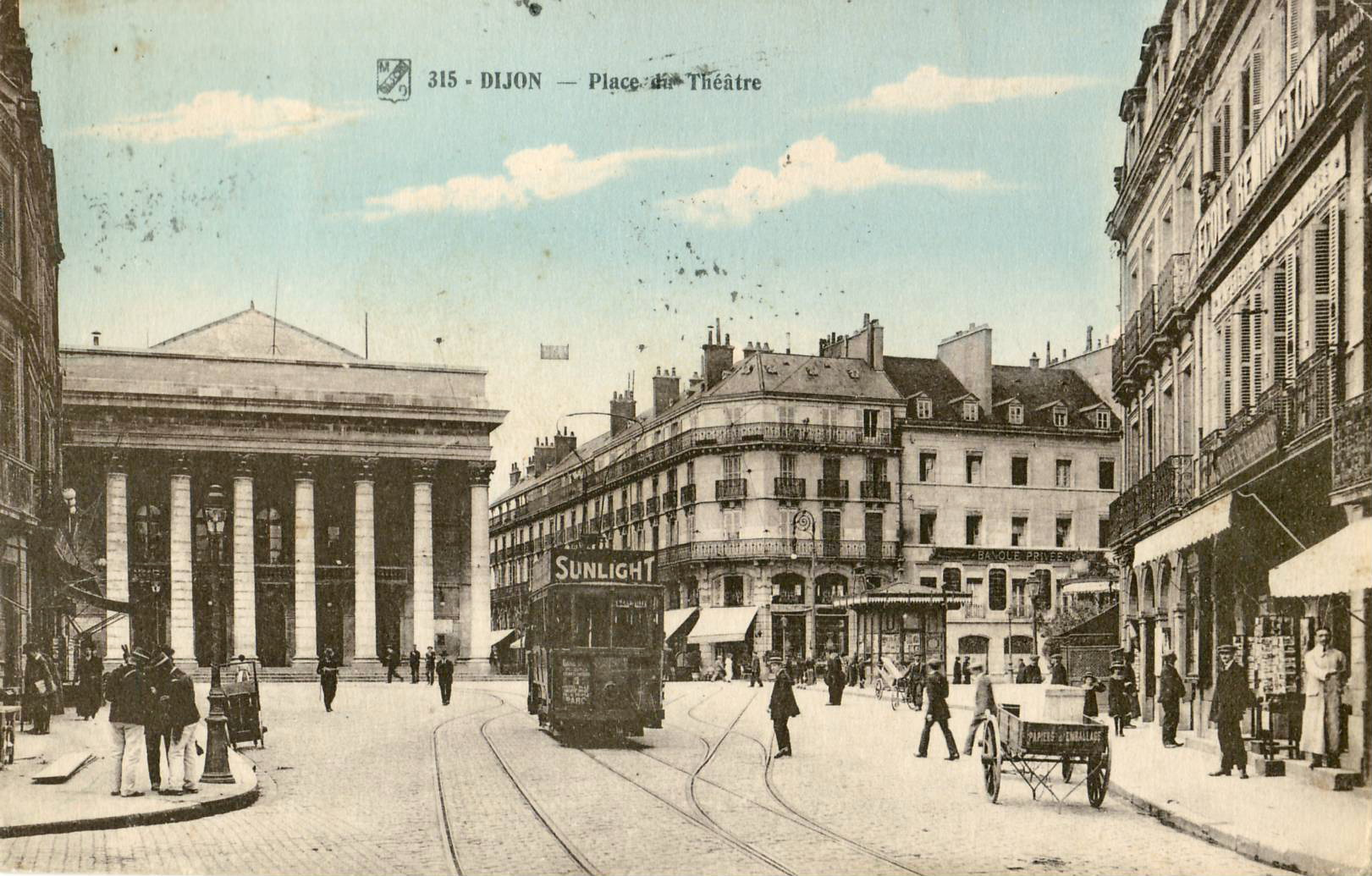
Straßenbahn auf der Place du Théâtre

Von 1888 an verkehrten sogenannte „Cars Rippert“ als Pferdebusse. Zu diesem Zweck wurde die Compagnie des omnibus-tramways de Dijon (ODT) gegründet, welche zwei Linien betrieb. Die erste führte von der Place Wilson zum Bahnhof Dijon-Ville, die zweite von der Place de la République zur Place du Premier Mai.
Der elektrische Betrieb wurde im Jahr 1895 aufgenommen. Die Konzession wurde der Compagnie des Tramways Electriques de Dijon (TED) erteilt, welche das Netz für die nächsten 60 Jahre betreiben sollte.
Zusätzlich gab es ein überregionales Netz (Chemins de fer départementaux de la Côte-d’Or), welches meterspurige Nebenbahnen betrieb. Die größte Ausdehnung des Netzes betrug 358 km, unter anderem wurden folgende Gemeinden bedient: Champlitte, Châtillon-sur-Seine, Semur-en-Auxois, Beaune und Nuits-Saint-Georges.
Der Niedergang der Straßenbahn begann 1930, schließlich endete der Betrieb im Jahr 1961, ein Trolleybussystem wurde noch vom 7. Januar 1950 bis zum 30. März 1966 betrieben. Letzteres wurde durch Busse ersetzt.

## Der Weg zur Wiedereinführung einer Straßenbahn
Im Jahr 2000 wurde entschieden, den öffentlichen Nahverkehr auszubauen; unter anderem sollte die Geschwindigkeit und die Taktfolge erhöht werden. Dies führte zur Schaffung leistungsfähiger Buslinien, die „Lianes“ (Lignes à niveau élevé de service) genannt werden.
Trotz der hohen Taktfolge waren die Lianes überlastet, die „Lianes 1“ beförderte 33.000 Fahrgäste pro Tag auf ihrer 15 Kilometer langen Strecke. Während der Hauptverkehrszeit auf einigen wichtigen Linien fuhr alle 90 Sekunden ein Bus, diese Taktfolge konnte nicht erhöht werden, da jetzt schon die Straßen überlastet waren und die Reisegeschwindigkeit sank. Der weitere Ausbau des Busnetzes durch mehr Busspuren konnte diese Probleme nicht mehr lösen und ein neues Konzept wurde immer notwendiger.
Am 15. Mai 2008 wurde durch den Gemeindeverband Dijon entschieden, zwei öffentliche Nahverkehrslinien auf eigener Trasse zu bauen. Dies sollte im Vergleich mit den Lianes die Reisegeschwindigkeit und die Kapazität erhöhen.
Es standen mehrere Varianten zur Auswahl:
- ein Bus à haut niveau de service (Buslinie auf eigenen Buspuren), dies hätte aber die Kapazität nur minimal erhöht.
- eine Straßenbahn auf Gummirädern.
- eine normale Straßenbahn.

Es wurde schließlich entschieden, eine Straßenbahn zu bauen. Um Geld zu sparen, wurden die Fahrzeuge zusammen mit der Straßenbahn Brest beschafft. Deshalb wurde, nachdem das Design der Brester Straßenbahnen bekannt wurde, am 27. November 2008 ein Übereinkommen über die gemeinsame Bestellung von 53 Fahrzeugen unterschrieben. Nachdem im Frühjahr die öffentliche Untersuchung stattfand, bekamen zwei Straßenbahnlinien, am 17. Dezember 2009, die Déclaration d’utilité publique.

## Normalspurige Straßenbahn seit 2012

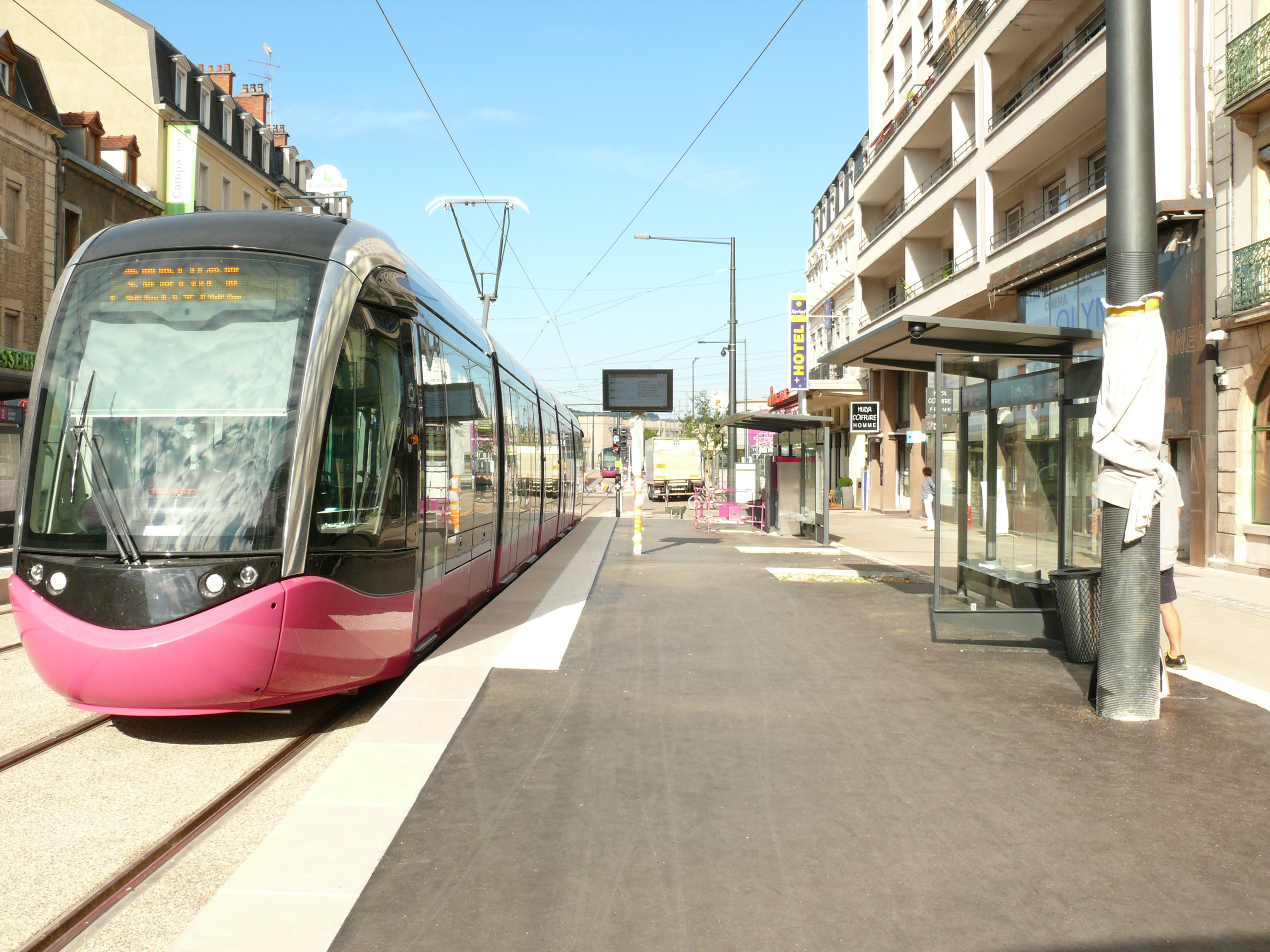
Eine Straßenbahn während Testfahrten an der Haltestelle Foch-Gare

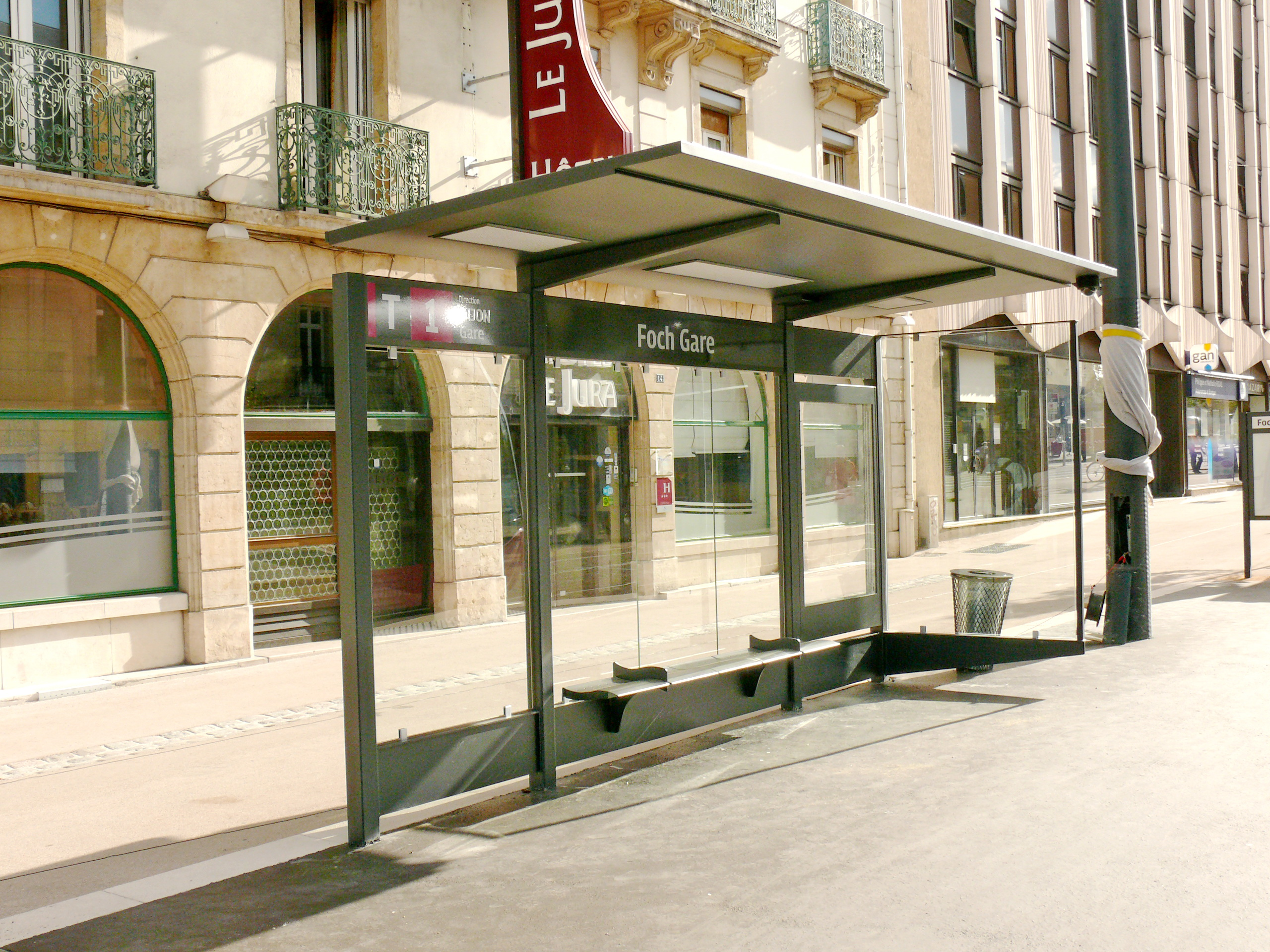
Die Station Foch-Gare

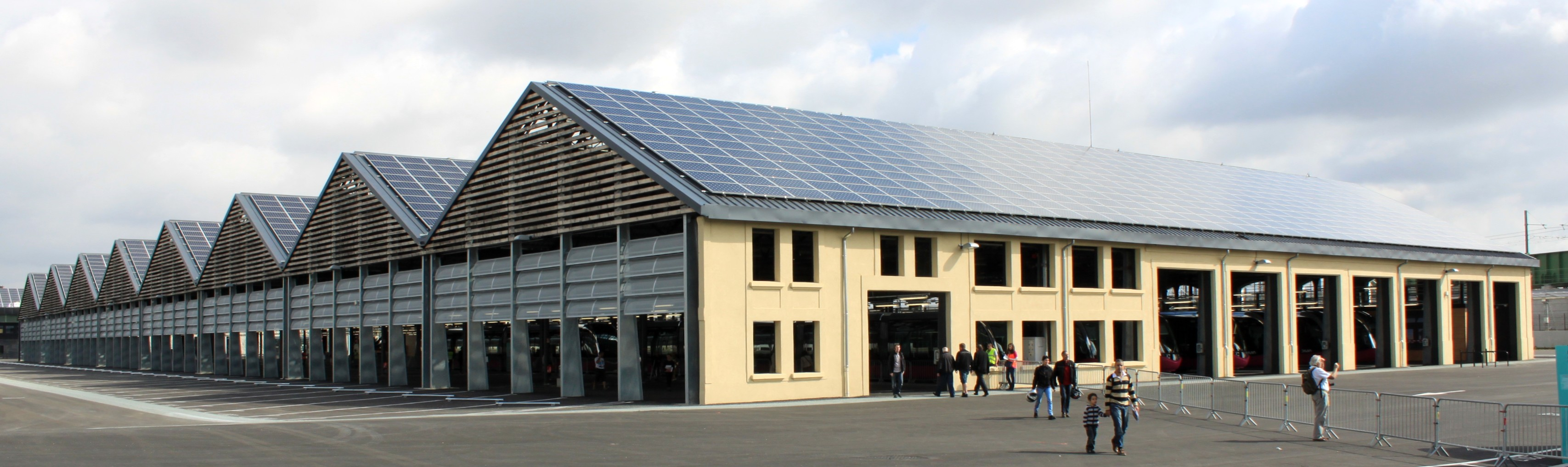
Der Betriebshof

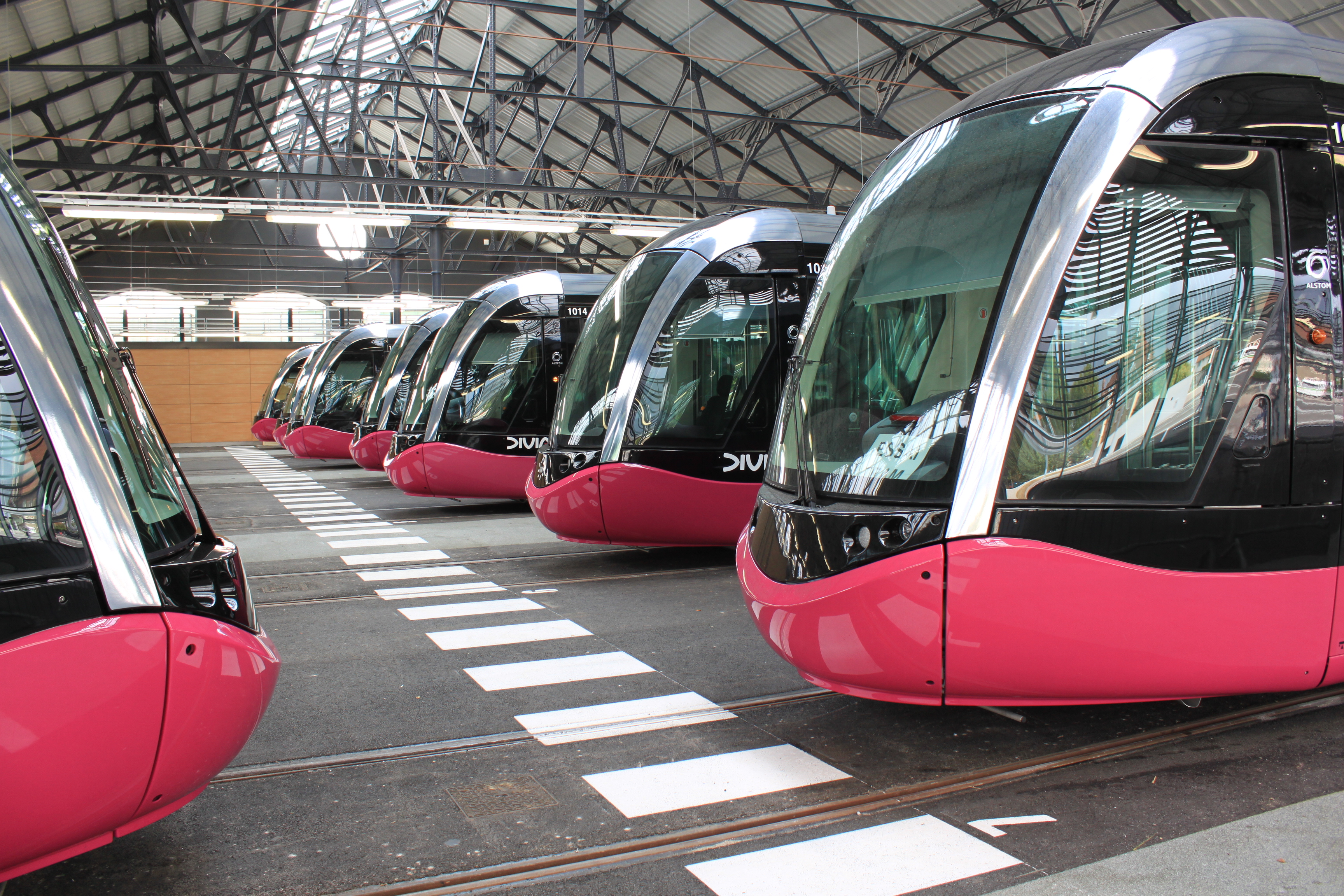
Blick in den Betriebshof

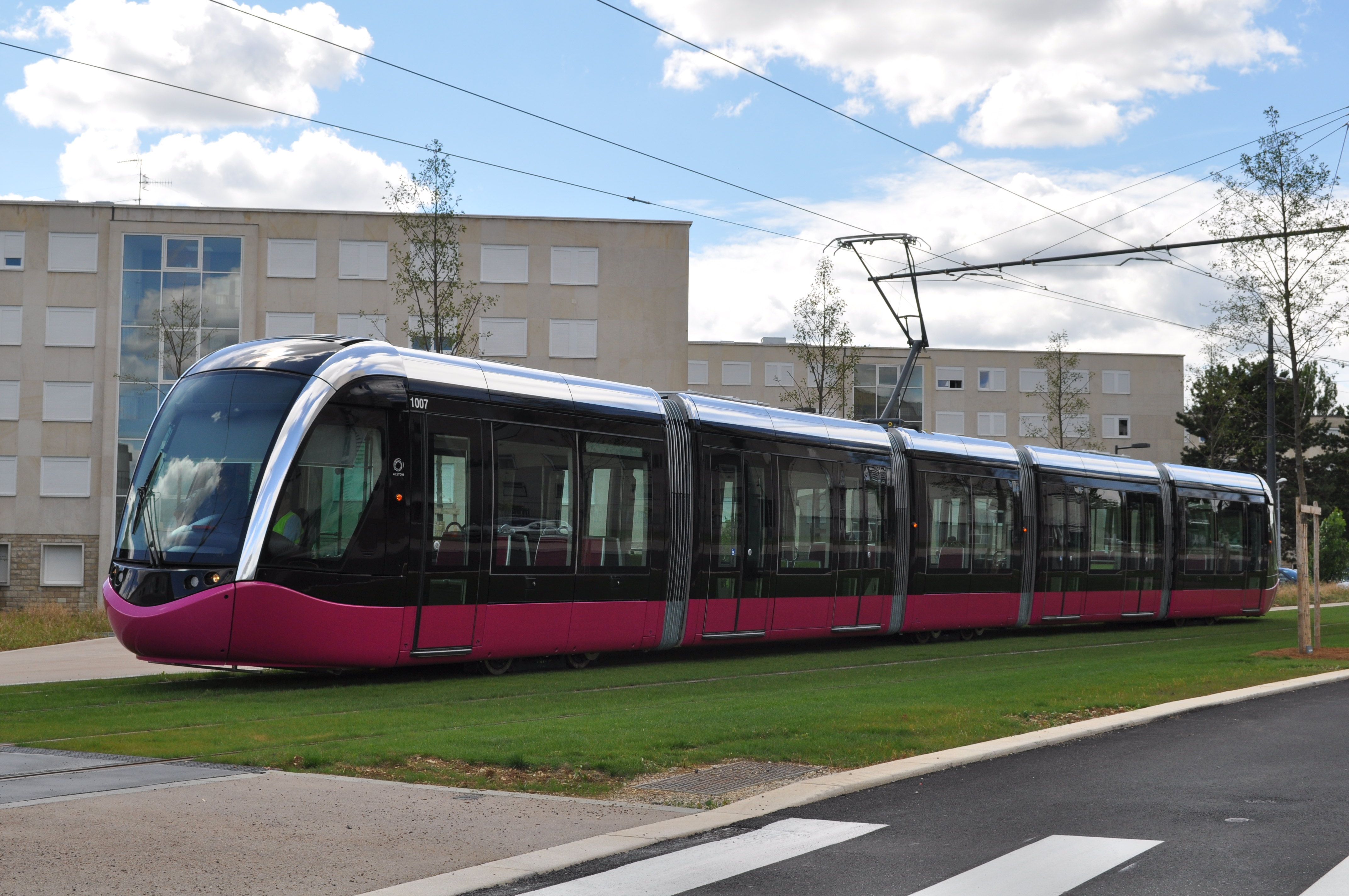
Ein Alstom Citadis 302 während einer Testfahrt

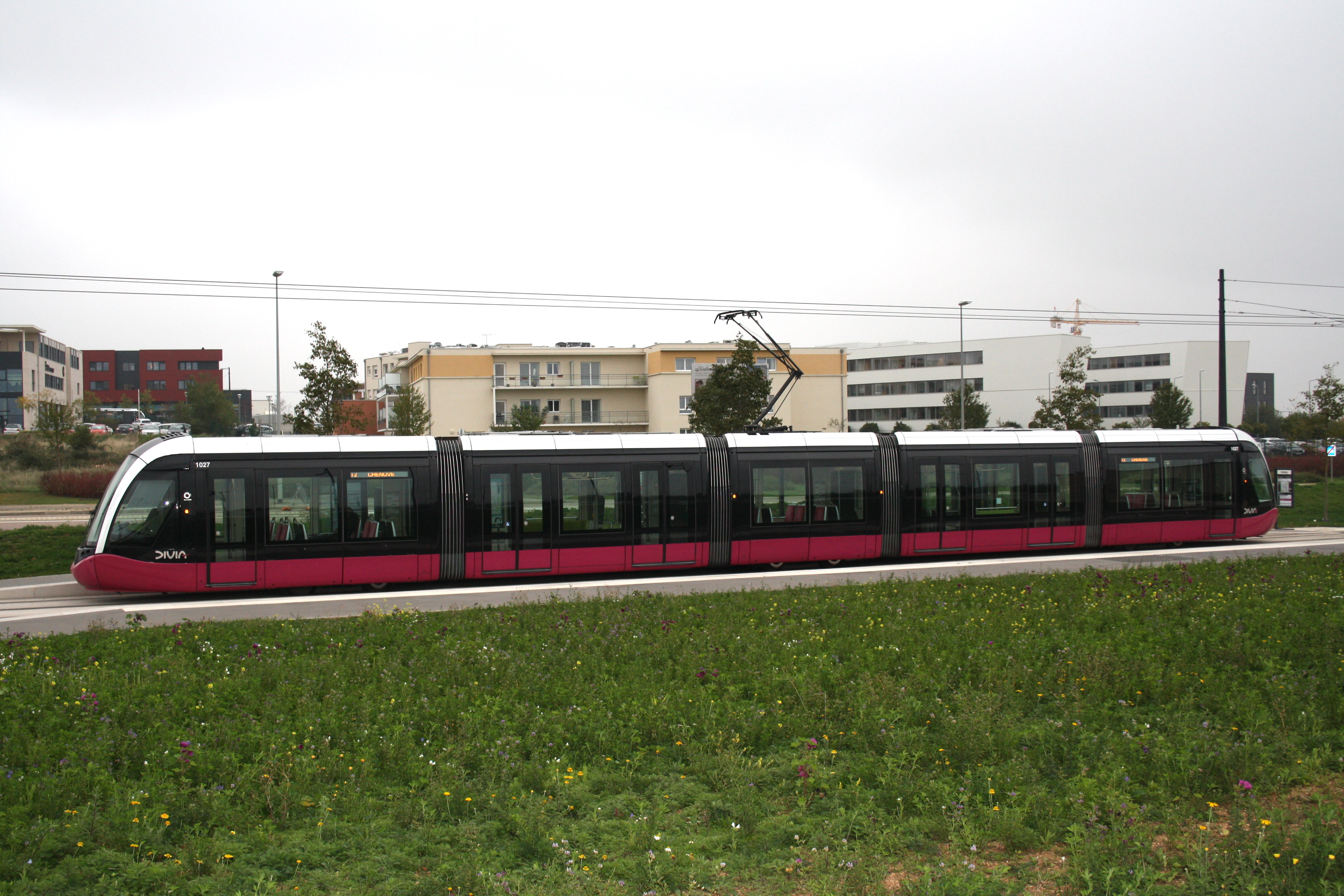
Seitenansicht des Wagens 1027, Endhaltestelle Valmy der Linie 2

Der Bau der Straßenbahn umfasst mehrere Ziele, wie die Erschließung wichtiger Einrichtungen (Musikschule, Verwaltung, Universität), außerdem sollten Stadtteile besser an das Zentrum angeschlossen werden und so der Autoverkehr reduziert werden. So sollen 76 000 Einwohner, 44 000 Arbeitsplätze und 38 000 Studierende, in einem Abstand von 500 m zur nächsten Haltestelle, von der Straßenbahn profitieren. Dies sind ein Drittel aller Einwohner von Dijon.

### Kosten und Finanzierung
Die Gesamtkosten sollten 20 Mio. Euro pro Kilometer betragen, dies ist verglichen mit anderen Neubauten von Straßenbahnen wenig. Das Projekt wurde durch einen Kredit finanziert. Das Geld wurde von folgenden Gremien zur Verfügung gestellt: Europäische Investitionsbank (288. Mio. €), Subventionen des Staates (47 Mio. €), die Region Burgund (40 Mio. €), das Département Côte-d’Or (20 Mio. €) und dem Europäischen Fonds für regionale Entwicklung (EFRE) (5 Mio. €).

### Zeitplan
Im Jahr 2006 wurden erste Machbarkeitsstudien gemacht, diese sollten klären, welches Transportmittel am besten geeignet war. Anfang November 2007 wurde entschieden, eine Straßenbahn zu bauen. Am 27. November desselben Jahres wurde die Vereinbarung über die gemeinsame Bestellung der Fahrzeuge, mit der Stadt Brest, unterzeichnet. Daraufhin wurden im September 2009 33 Alstom Citadis 302 bestellt. Im Oktober 2010 haben die Bauarbeiten begonnen. Die ersten Testfahrten fanden ab Februar 2012 statt. Am 2. September 2012 ging die Linie 1 in Betrieb, die Linie 2 am 8. Dezember desselben Jahres.

### Infrastruktur
Das Netz ist normalspurig ausgeführt und mit einer 750 V Gleichstrom Oberleitung elektrifiziert. Es besteht aus zwei Linien, welche sich die Gleise zwischen den Stationen Gare und Place de la République teilen. Weite Teile sind als Rasengleis ausgeführt, insgesamt sind es 13 Hektar.
Die Linie 1, welche als erste in Betrieb ging, hat eine Länge von 8,5 km und 16 Stationen, der mittlere Haltestellenabstand beträgt 566 m. Sie beginnt am Bahnhof Dijon-Ville, stößt sofort anschließend auf die Linie 2, führt danach zur Universität und hat ihren Endpunkt in Quetigny.
Die Linie 2, 11,5 km lang mit 21 Haltestellen, ging am 8. Dezember 2012 in Betrieb. Sie durchquert die Stadt in Nord-Süd-Richtung, ihr südliches Ende befindet sich in Chenôve, ihr nördliches am Gewerbepark Parc Valmy. Sie fährt unter anderem den Bahnhof, das Theater Zénith im Einkaufszentrum la Toison d’Or und die Place de la République an.
Die Stationen, welche barrierefrei ausgebaut sind, besitzen Unterstände und sind mit einem Videoüberwachungssystem ausgestattet. Außerdem gibt es einen Bildschirm, der aktuelle Verkehrsinformationen anzeigt.

#### Betriebshof
Ein neuer gemeinsamer Betriebshof für Busse und Bahnen wurde gebaut. Dieser befindet sich in der Nähe der Station Carraz auf der Linie 2. Er befindet sich auf dem Gelände des ehemaligen Rangierbahnhofs Perrigny der SNCF in Chenôve. Er wird „Tramstore 21“ genannt und breitet sich auf 14 Hektar entlang der Bahnstrecke Paris–Marseille aus. Ein Teil der Gebäude des ehemaligen Betriebswerk Perrigny wurde rehabilitiert; die Kosten lagen bei 38,87 Mio. Euro. Im Betriebshof werden die 33 Straßenbahnen und 215 Busse gewartet, dazu stehen, für die Tram, 8 Gleise zur Verfügung, 50 Mitarbeiter arbeiten in der Werkstatt.

### Betrieb
Der Betrieb wird durch Keolis Dijon erbracht, wobei im Jahr 2010 der Vertrag bis 2017 verlängert wurde.
Die Fahrzeit auf der Linie 1 beträgt, von Endpunkt zu Endpunkt, 28 Minuten. Dies ergibt eine Durchschnittsgeschwindigkeit von 18,2 km/h. Der Bus benötigte 30–35 Minuten für die gleiche Strecke. Die Linie 2 benötigt 35 Minuten für die Gesamtstrecke, was eine Durchschnittsgeschwindigkeit von 19,7 km/h ergibt, der Bus benötigte ursprünglich 45–50 Minuten.
Der Betrieb beginnt um 5 Uhr 45 (Sonntags 7 Uhr) und endet um 00 Uhr 30. In der Hauptverkehrszeit beträgt die Taktfolge 5 Minuten, sonst 7 Minuten. Im Jahr 2015 sollen 45.000 Reisende auf der Linie 1 erwartet werden, die Linie 2 soll 42.000 Fahrgäste täglich befördern.
Am Eröffnungswochenende wurden 150.000 Fahrgäste pro Tag gezählt. Es stand unter dem Motto „toute la ville en tram“. Der offizielle Eröffnungsakt wurde von François Sauvadet, Bürgermeister François Rebsamen, Präfekt Pascal Mailhos und dem Präsidenten des Regionalrats Burgaund François Patriat vorgenommen. Während des ersten Monats haben 35.000 bis 40.000 Personen die Straßenbahn benutzt.
Im Jahr 2013 wurden pro Tag im Schnitt 84.000 Passagiere gezählt.

### Fahrzeuge
Die Fahrzeuge wurden im Jahr 2009 gemeinsam mit der Straßenbahn Brest bei Alstom bestellt. Von den 53 bestellten Bahnen gingen 33 an die Straßenbahn Dijon. Die Kosten für die Fahrzeuge von Dijon betragen 63,8 Mio. Euro. Daraus folgt, dass ein Alstom Citadis 2,05 Mio. Euro kostet. Durch diese gemeinsame Bestellung sollen beide Betriebe insgesamt um 25 % Einsparungen erzielt haben.
Die 33 Fahrzeuge des Typs Alstom Citadis 302 sind 32,7 m lang, 2,4 m breit und bestehen aus 5 Wagenkästen, die jeweils auf drei Drehgestellen aufsitzen. Sie sind komplett niederflurig, haben eine Höchstgeschwindigkeit von 70 km/h, und 200 Fahrgäste finden in einem Fahrzeug Platz, davon sind 42 Sitzplätze. Außerdem sind die Straßenbahnen 5 Dezibel leiser als der Straßenverkehr und können zu 98 % recycelt werden. Sie wurden in unterschiedlichen Alstom-Werke gefertigt, sie sollen auch 10 % weniger Energie als vergleichbare Fahrzeuge verbrauchen.

### Tarife
Die Inbetriebnahme der Straßenbahn war auch mit der Einführung neuer Fahrkarten verbunden, die „PASS Divia“ genannt werden. Es gibt verschiedene Fahrkarten, die billigste kostet 1,20 € und ist zeitbeschränkt. Alternativ sind Tageskarten und Monatskarten erhältlich. Die Haltestellen sind mit Automaten ausgerüstet.